# Karabin maszynowy Ultimax 100
Ultimax 100 – singapurski ręczny karabin maszynowy kalibru 5,56 × 45 mm.

## Historia
W 1978 w singapurskiej firmie Chartered Industries of Singapure (CIS) rozpoczęto prace nad nowym rkm-em. Pracami kierował Amerykanin James Sullivan. Zdecydował się on stworzyć broń pośrednią pomiędzy rkm-em klasy LSW (Light Support Weapon – ręczny karabin maszynowy powstały przez wyposażenie karabinu szturmowego w dłuższą, cięższą lufę i pojemniejszy magazynek np. RPK) a SAW (Squad Automatic Weapon – broń zasilana taśmowo z szybkowymienną lufą, będąca jakby pomniejszonym ukmem np. Minimi). Produkcję nowej broni oznaczonej początkowo jako Section Machine Gun rozpoczęto w 1981 roku.

## Wersje
- Ultimax 100 Mk I – wersja z wymienną lufą lekką (już nie produkowana).
- Ultimax 100 Mk II – wersja z wymienną lufą ciężką.
- Ultimax 100 Mk III – wersja z szybkowymienną lufą ciężką. Wersja ta jest oferowana z lufą długą (508 mm) i krótką (330 mm).
- Ultimax 100 Mk IV – wersja z kolbą składaną, wyposażona w szyny Picatinny.

## Opis konstrukcji
Ręczny karabin maszynowy Ultimax 100 jest zespołową bronią samoczynną. Zasada działania oparta na odprowadzaniu gazów prochowych przez boczny otwór w lufie. Ryglowanie przez obrót zamka. Karabin strzela z zamka otwartego tylko ogniem seriami (mechanizm spustowy bez przerywacza). Zasilanie z magazynków zgodnych ze STANAG (np. od karabinów M16 czy FNC). Standardowo używa się magazynków bębnowych (100 i 60 nabojowych). Lufa (w wersji Mk III szybkowymienna) posiada ręcznie przestawiany trójpołożeniowy (w pierwszych seriach pięciopołożeniowy) regulator gazowy. Lufa zakończona szczelinowym tłumikiem płomienia. Możliwość zamocowania bagnetu. Przyrządy celownicze mechaniczne składają się z muszki i regulowanego celownika przeziernikowego (nastawy do 1200 m co 100 m). Rkm posiada kolbę stałą i dwójnóg. Istnieje możliwość łatwego odłączenia kolby i dwójnogu (broń bez kolby i dwójnogu, z krótką lufą jest najczęściej stosowana przez oddziały specjalne)

## Użytkownicy
Karabin znajduje się na wyposażeniu armii Singapuru od 1982. Inni użytkownicy to Brunei, Fidżi, Filipiny, Chorwacja, Honduras, Indonezja, Papua-Nowa Gwinea, Peru, Tajlandia.